# Mansoor Ahmed
Mansoor Ahmed, född 7 januari 1968 i Rawalpindi, Pakistan, död 12 maj 2018 i Karachi, var en pakistansk landhockeyspelare.
I Pakistans landhockeylag erövrade han OS-brons i herrarnas landhockeyturnering i samband med de olympiska landhockeytävlingarna 1992 i Barcelona.